# Jan van Ravenswaay
Jan van Ravenswaay (ook Ravenswaaij), (Hilversum, 28 november 1789 - Hilversum, 2 maart 1869) was een Nederlandse schilder.

## Leven en werk
Van Ravenswaay was een zoon van katoenfabrikant Cornelis van Ravenswaay en Marritje de Blinde. Als 14-jarige kwam Van Ravenswaay in de leer bij de Amersfoortse tekenmeester Jordanus Hoorn. Hij vervolgde zijn opleiding bij de schilder Pieter Gerardus van Os, die aanvankelijk in 's-Graveland en later in Hilversum woonde.
Na zijn opleiding maakte Van Ravenswaay studiereizen naar België, Duitsland en Zwitserland. Terug in Hilversum ging hij zelf lesgeven. Leerlingen van hem waren onder anderen Fredrik Marinus Kruseman en Albert Steenbergen en zijn nicht Adriana van Ravenswaay. 
Van Ravenswaay exposeerde zijn werk geregeld en kreeg in 1818 een onderscheiding voor een ingezonden schilderij van het genootschap Felix Meritis. Hij werd lid van de Koninklijke Academie voor Beeldende Kunsten (1822) in Amsterdam en Arti Sacrum (1831) in Rotterdam. In 1835 verwierf hij gronden voor de aanleg van het wandelgebied 'Boombergpark' te Hilversum.
Van 1839 tot 1847 woonde Van Ravenswaay met zijn gezin in Drenthe. Hij maakte in deze periode veel landschappen, daarnaast onder andere tekeningen voor de Drentsche Volksalmanak. Uit deze periode stamt het schilderij Gezicht op Assen (1841), dat hij maakte in opdracht van oud-gouverneur Daniël van Ewijck.
Het gezin Van Ravenswaay woonde vervolgens in Loosdrecht (1847-1852) en Velp (1852-1855), waarna het terugkeerde naar Hilversum. Hij overleed er in 1869 op 79-jarige leeftijd.

## Werken (selectie)

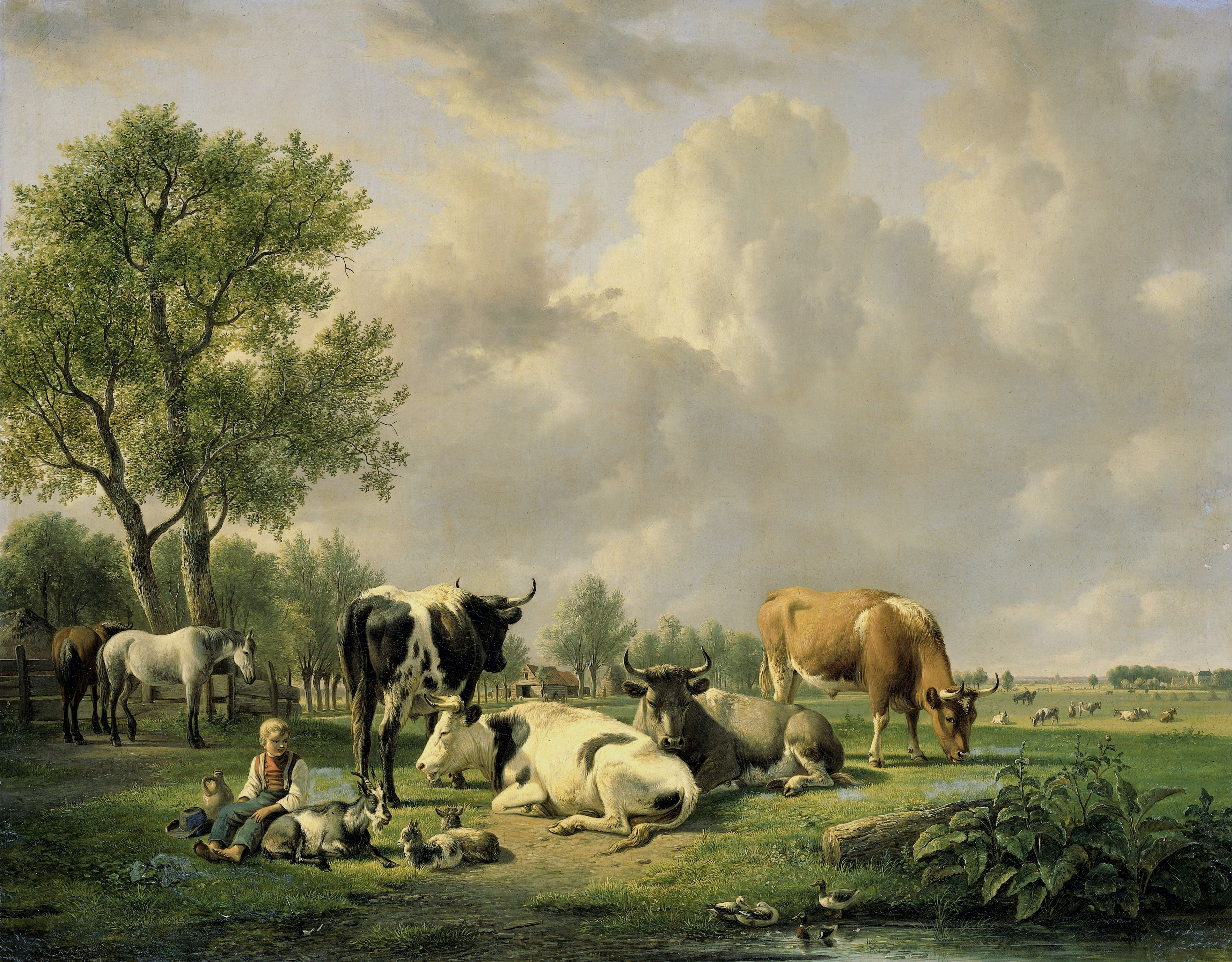
Weide met vee
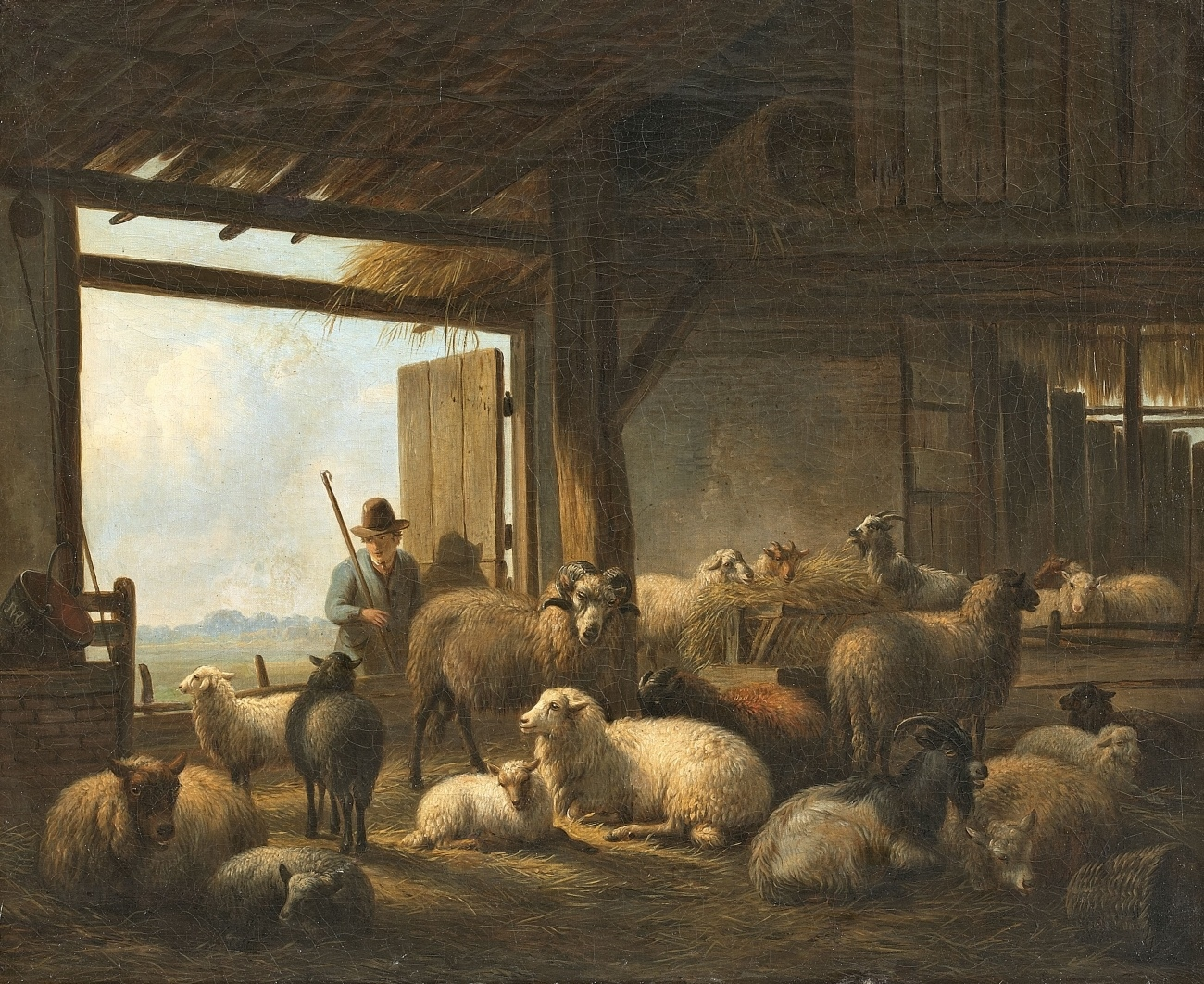
Schaapsstal
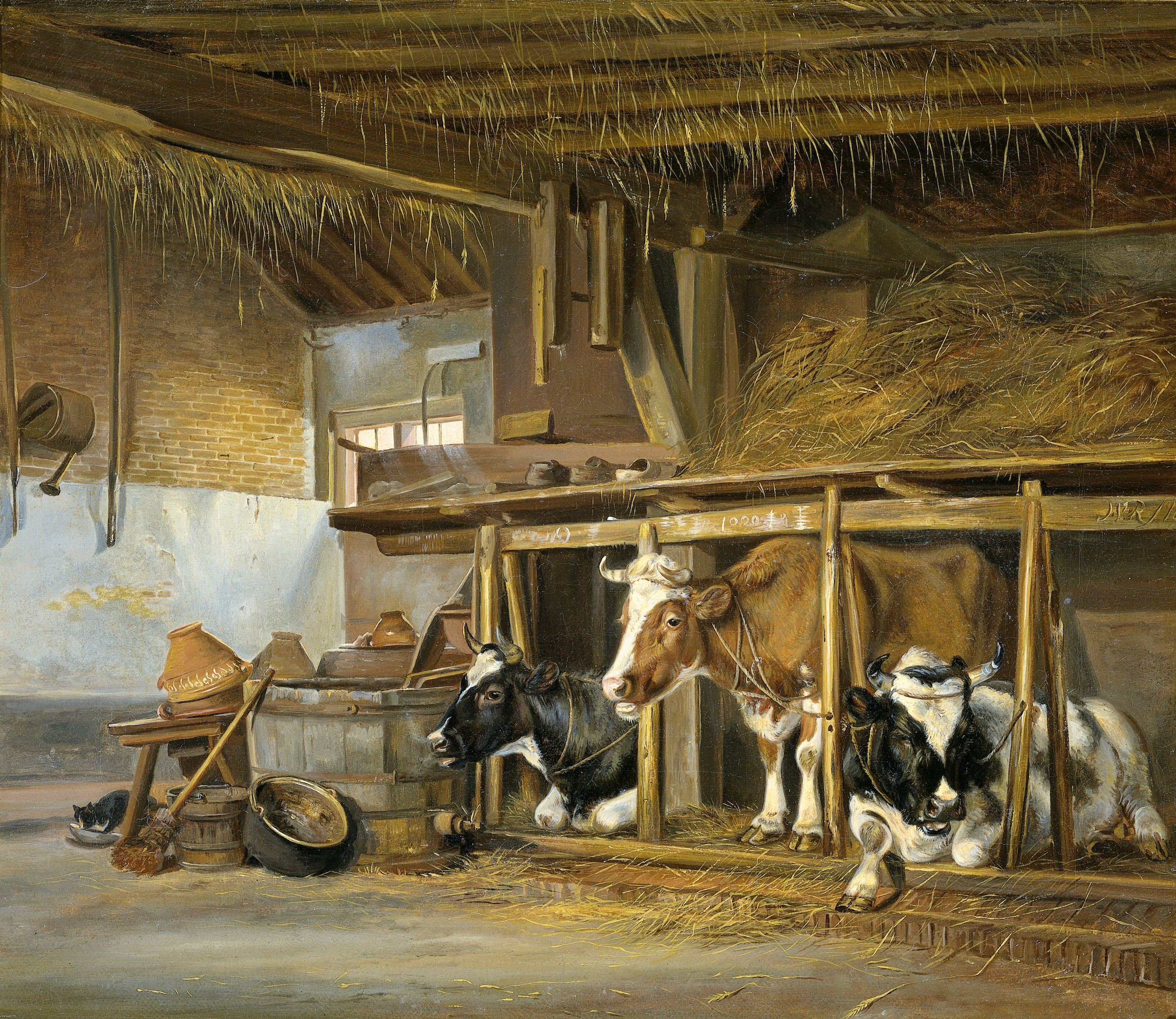
Koeien op stal
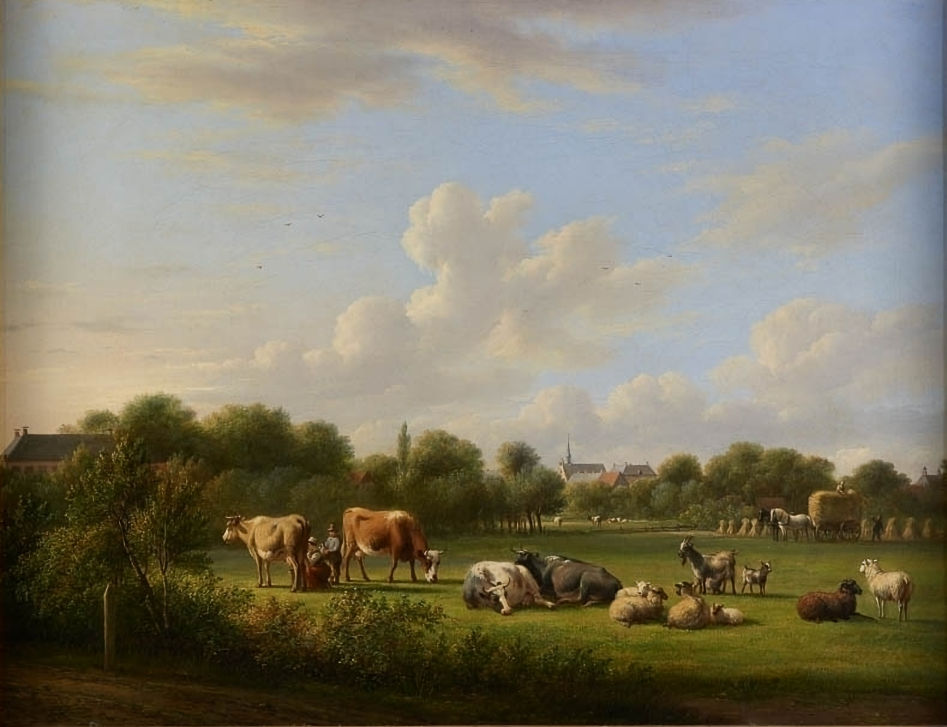
Gezicht op Assen (1841) vanaf de Beilerstraat